# Nationaal park Isojärvi
Nationaal park Isojärvi (Fins: Isojärven kansallispuisto/ Zweeds: Isojärvi nationalpark) is een nationaal park in Keski-Suomi in Finland. Het park werd opgericht in 1982 en is 19 vierkante kilometer groot. Het landschap rond het Isojärvi-meer bestaat uit veen en bos van grove den en fijnspar.